# Гаврилова Гора
Гаврилова Гора (Финевка) — деревня в Струго-Красненском районе Псковской области России. Входит в состав Марьинской волости.

## География
Находится на северо-востоке региона, в западной части района, в лесной местности около оз. Творожковское.
Уличная сеть не развита.

## История
Упоминается в описи за 1571 года среди деревень, относящихся к Быстреевскому погосту.
В 1991 году археолог С. Л. Кузьмин (г. Ленинград), исследовав селище в деревне Гаврилова Гора, датировал его XV—XVII веками.
Указом Президента РФ от 20 февраля 1995 года к объектам культурного наследия федерального значения отнесена деревянная церковь Николая Чудотворца в деревне Гаврилова Гора 1770 года.
С образованием Стругокрасненского района с 1927 до 1995 года деревня входила в Симанологский сельсовет, с января 1995 до января 2010 года — в Симанологскую волость.
С 1 января 2010 года с упразднением Симанологской волости деревня входит в Марьинскую волость.

## Население
| 2001 | 2002 | 2010 | 2011 |
| ---- | ---- | ---- | ---- |
| 10   | ↗11  | ↘4   | ↗9   |

## Инфраструктура
Действует храм Святителя Николая Чудотворца.

## Транспорт
Деревня доступна дороге местного значения 58К-578. Остановка автобуса «Гаврилова Гора».